# Kanda (Bajura)
Pour les articles homonymes, voir Kanda.
Kanda (en népalais : कांडा) est un comité de développement villageois du Népal situé dans le district de Bajura. Au recensement de 2011, il comptait 3 200 habitants.